# Gare de Sturgis
La  gare de Sturgis à Sturgis est desservie par Via Rail Canada. C'est une gare  sans personnel. Il y a trois trains par semaine, dans chaque direction.

## Service des voyageurs

### Accueil
Point d'arrêt sans installations, le train ne s'arrête qu'à la demande